# Pannotia

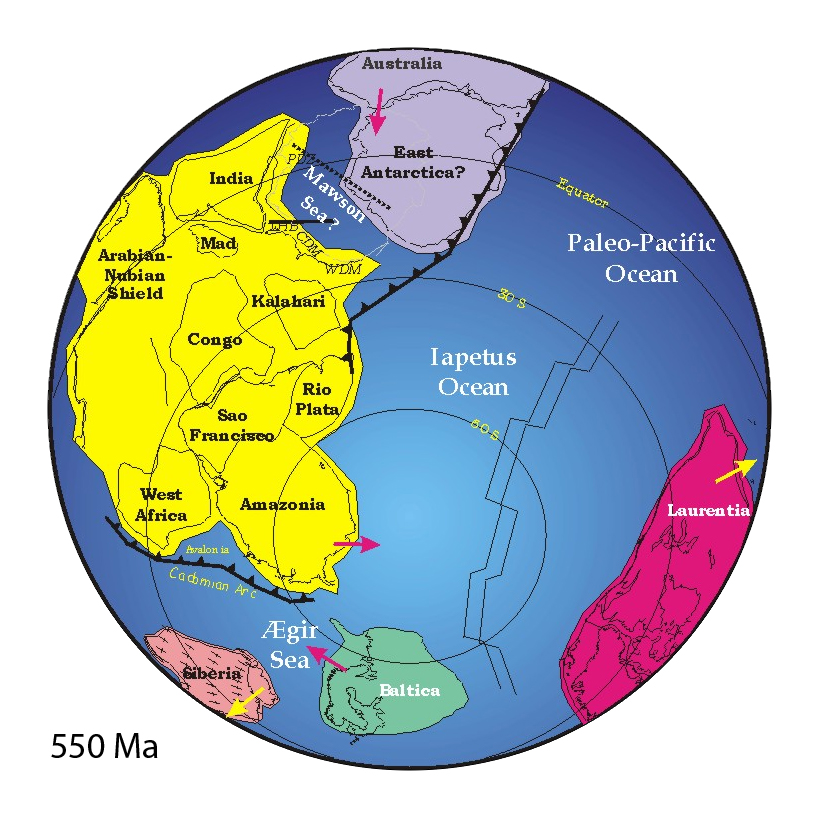
Pannotia (550 miljoner år sedan).

Pannotia var en superkontinent, som troligtvis varade från 600 till 540 miljoner år tillbaka. Därefter splittrades kontinenten i fyra delar, Gondwana, Siberia, Baltika och Laurentia. Efter att de fyra kontinenterna varit fristående under en period på ett par hundra miljoner år kom de att återigen bilda en ny superkontinent, med namnet Pangea.
Teorin beskrevs 1997 av W. D. Dalziel.

## Biologisk påverkan
Superkontinenten Pannotias existens sammanföll med tidsperioden Ediacara. När kontinenten senare bröts upp försvann flertalet livsformer som existerade i ediacarafaunan. Det finns teorier som anger denna delning av superkontinenten som orsak till de drastiska förändringar i biotopen som sker i övergången från ediacara till kambrium.